# Carl Emil Baagøe

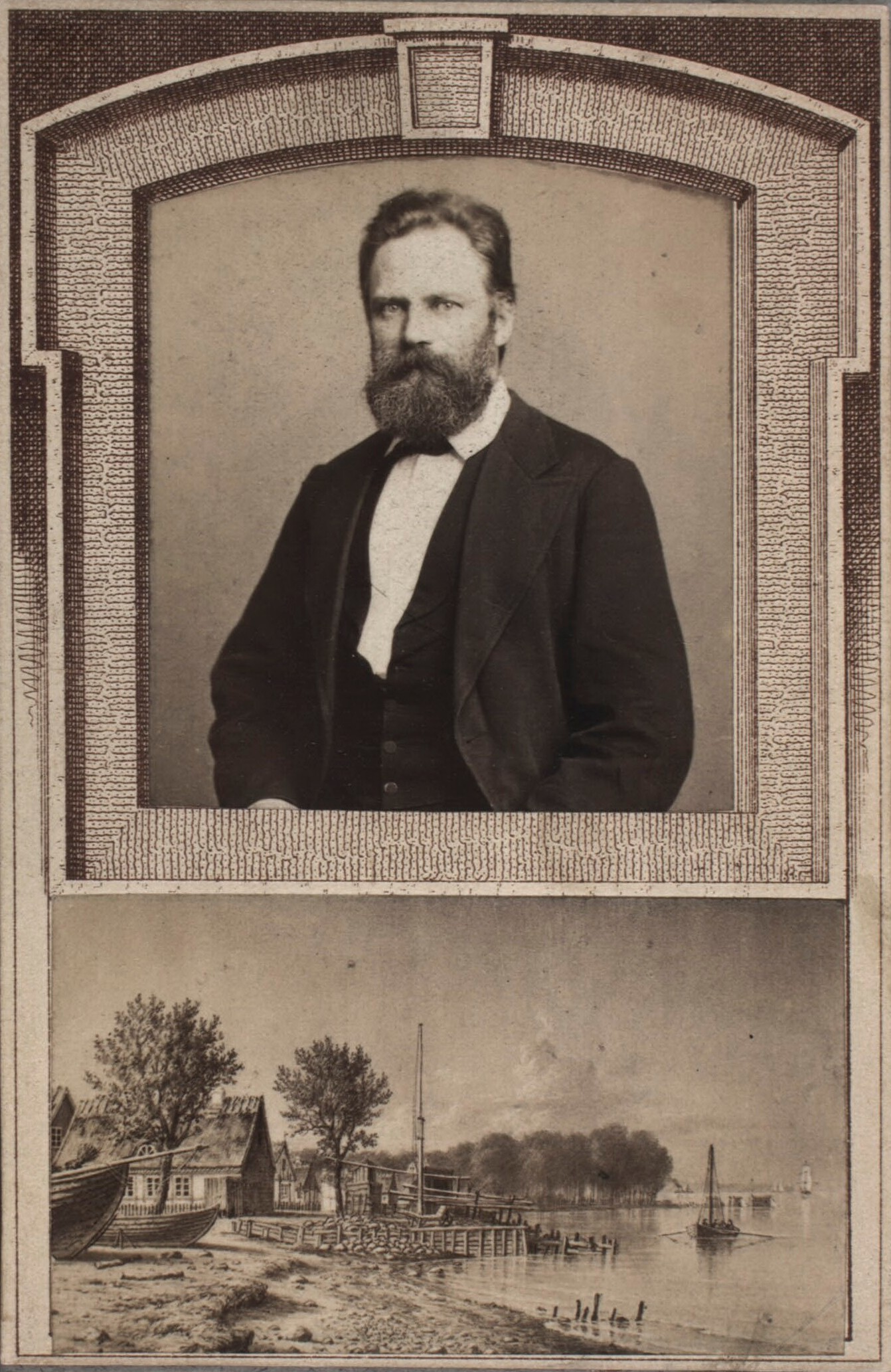
Carl Emil Baagøe

Carl Emil Baagøe (auch Carl Emil Baagöe; * 22. August 1829 in Kopenhagen; † 16. April 1902 in Snekkersten) war ein dänischer Seemaler.

## Leben
Seine Eltern waren Jan Hansen Baagøe und Dorthea Frederikke, geborene Hendriksen. Baagøe besuchte für eine kurze Zeit die Kunstakademie, danach bildete er sich autodidaktisch weiter. Alljährlich stellte er hauptsächlich Bilder von dänischen Fischerdörfern und Marinebilder mit überwiegend stiller See aus. Er zeichnete seit 1859 für die Illustreret Tidende.
Studienreisen führten ihn 1855 nach Island, 1866 und 1868 nach Norwegen.

## Werke

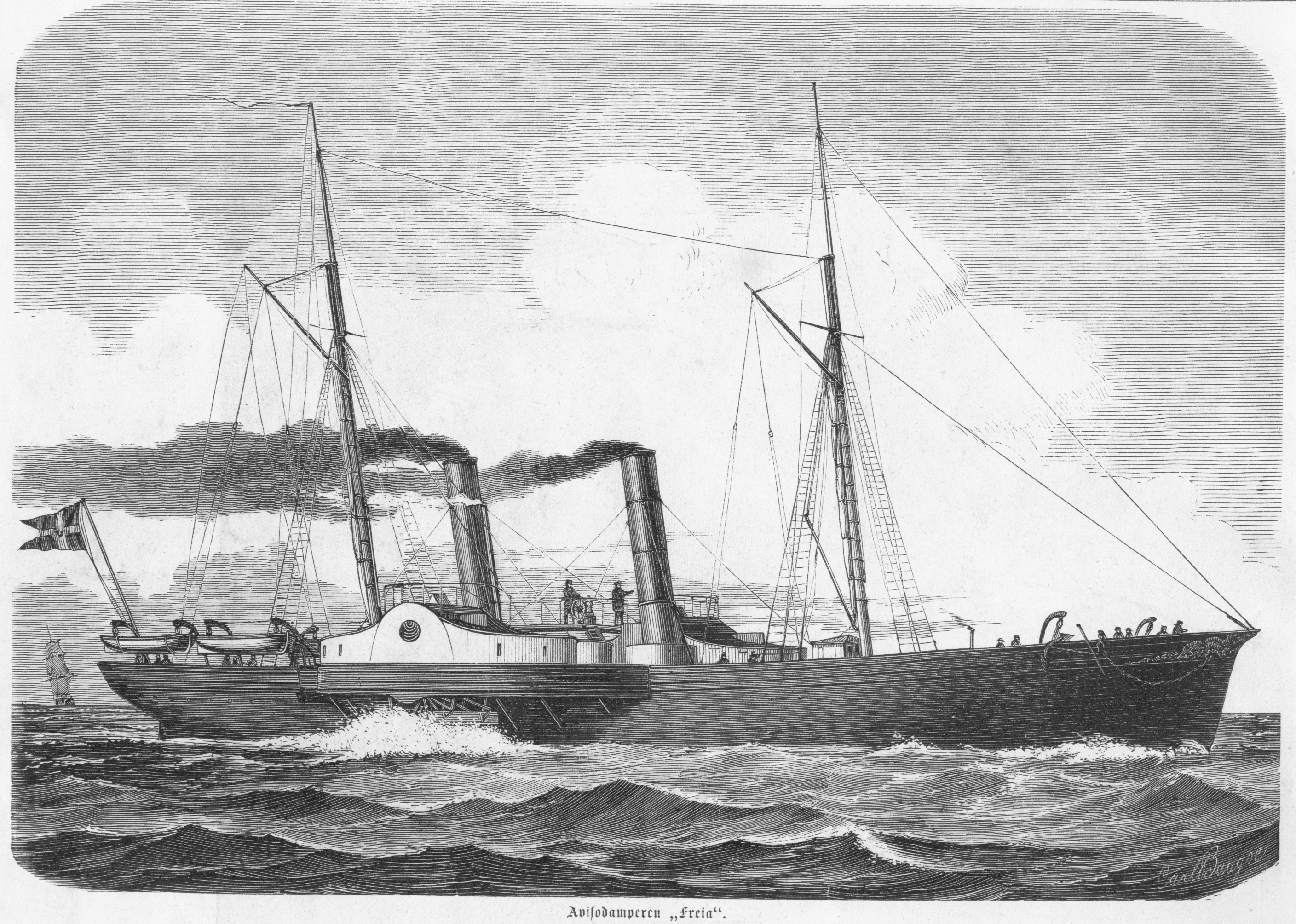
Avisodamperen Freia
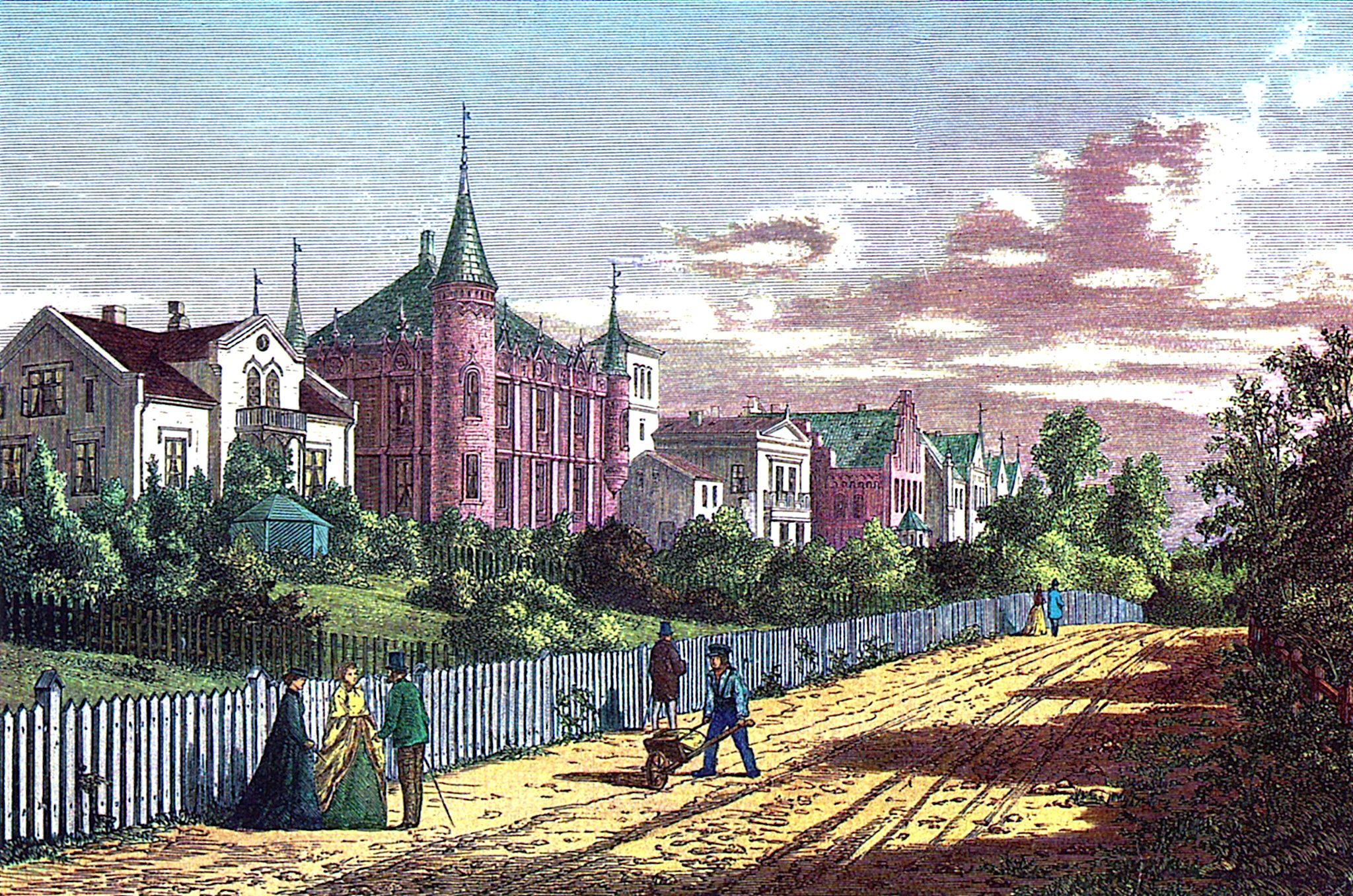
Homannsbyen
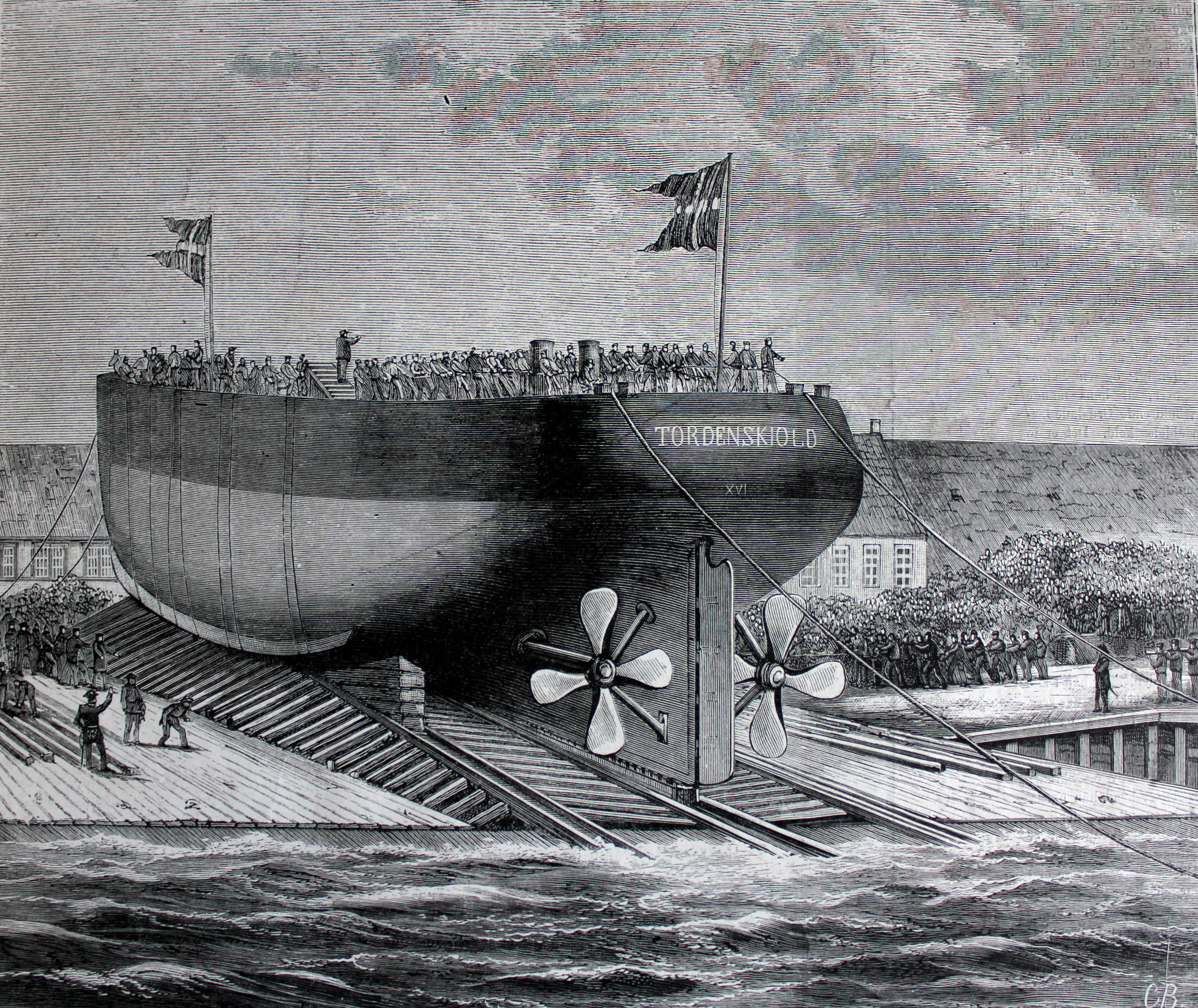
Torpedoskibet „Tordenskjold“ løber af Stabelen